# Чернышевский (Новосибирская область)
Чернышевский — посёлок в Татарском районе Новосибирской области. Входит в состав Северотатарского сельсовета.

## География
Площадь посёлка — 90 гектаров.

## История
В 1976 г. Указом Президиума ВС РСФСР посёлок фермы № 3 совхоза «Северотатарский» переименован в Чернышевский.

## Население
| 2002 | 2007 | 2010 |
| ---- | ---- | ---- |
| 104  | ↘77  | ↘50  |

## Инфраструктура
В посёлке по данным на 2007 год функционируют 1 учреждение здравоохранения и 1 учреждение образования.